# Sherlock : La Marque du diable
Pour plus de détails, voir Fiche technique et Distribution.
Sherlock Holmes : La Marque du diable (Sherlock: Case of Evil) est un téléfilm américano-roumano-britannique réalisé par Graham Theakston, diffusé pour la première fois en 2002.

## Synopsis
Sherlock Holmes poursuit deux hommes dans la nuit de Londres pour finir par en éliminer un premier et tirer sur le second dont le corps disparaît dans la Tamise. La police l'arrête mais le relâche une fois qu'il a expliqué qu'il vient d'éliminer le professeur Moriarty, l'homme le plus recherché par la police. Cela fait la gloire de Holmes et lui attire de nombreuses conquêtes féminines.
Holmes enquêtait à la demande de lady De Winter, victime d'un chantage, mais Holmes poursuivait une vieille vengeance : Moriarty s'était par le passé attaqué à Mycroft, le frère aîné de Sherlock, le laissant impotent.
Plus tard, un trafiquant d'opium requiert l'aide de Holmes pour enquêter sur les meurtres en série d'autres trafiquants. Holmes rencontre alors le médecin légiste, le docteur Watson. Ensemble ils découvrent un point commun aux victimes : une injection d'une puissante drogue inédite. Mais le tueur semble signer ses crimes de la lettre M : Moriarty est-il bien mort ou n'était-ce qu'une mise en scène...

## Fiche technique
- Titre francophone : Sherlock : La Marque du diable
- Titre original : Case of Evil
- Réalisation : Graham Theakston
- Scénario : Piers Ashworth, d'après les personnages créés par Arthur Conan Doyle
- Musique : Mike Moran
- Directeur de la photographie : Lukas Strebel
- Montage : Pamela Power
- Distribution : Claudiu Bolchis et Andy Prior
- Création des décors : Chris Roope
- Création des costumes : Ana Ioneci
- Création des maquillages : Sarah Grundy
- Effets spéciaux de maquillage : Ionel Popa
- Coordination des effets spéciaux : Daniel Parvulescu
- Producteur : Tim Bradley

Coproducteurs : Piers Ashworth et Kimberly Pullis
Producteurs délégués : Jeanette Buerling-Milio, Bruno Hoefler, Kathy Morgan, Gub Neal, Vlad Paunescu, Justin Thomson-Glover, Brad Wyman
Producteur associé : Frank Hildebrand
- Sociétés de production : Box TV, Castel Film Romania, Pueblo AG, Sherlock Holmes Films, USA Cable Network, USA Network
- Pays d'origine : États-Unis, Roumanie et Royaume-Uni
- Durée : 100 minutes
- Format  : 1,78:1 (Panoramique) - 35 mm procédé Super 35 Vidéo - Caméra : Arriflex 35 III Moviecam Compact - Son : Stéréo
- Genre : policier, thriller
- Dates de sortie[1] : 
  -  États-Unis : 25 octobre 2002

## Distribution
- James D'Arcy (VF : Constantin Pappas) : Sherlock Holmes
- Roger Morlidge (VF : Bruno Magne) : Docteur Watson
- Richard E. Grant (VF : Mathieu Buscatto) : Mycroft Holmes
- Gabrielle Anwar : Rebecca Doyle
- Vincent D'Onofrio (VF : Guillaume Orsat) :  Professeur Moriarty
- Nicholas Gecks (VF : Michel Clainchy) : Inspecteur Lestrade
- Peter-Hugo Daly : Henry Coot
- Struan Rodger : Ben Harrington
- Mihai Bisericanu : Sergent Cox
- Sandu Mihai Gruia : Docteur Cruickshank
- Andreea Balan : la fille burlesque